# Sojuz 2A
Sojuz 2A è la denominazione non ufficiale di una missione nello spazio della navicella spaziale Sojuz che è stata cancellata. La stessa originariamente era programmata per essere eseguita contemporaneamente con la Sojuz 1, ma venne disdetta poco prima del lancio a causa di numerosi problemi di carattere tecnico. Tale decisione unitamente alle pessime condizioni meteo presenti al momento del lancio programmato, che lo resero impossibile, di fatto salvarono la vita dei tre componenti dell'equipaggio.
Fu solito, per i programmi di esplorazione dello spazio sovietici numerare progressivamente solo le missioni eseguite e portate a termine con un certo successo; questa missione cancellata non ebbe mai una numerazione di questo tipo e la denominazione Sojuz 2 venne usata per un successivo volo di una capsula priva di equipaggio che doveva fungere da obbiettivo per un aggancio nello spazio con la Sojuz 3 - missione eseguita ad ottobre del 1968.

## Situazione d'origine
A più di due anni dall'ultima missione nello spazio equipaggiata sovietica (Voschod 2), si pensò di inaugurare la nuova navicella spaziale Sojuz con uno spettacolare volo di coppia della stessa. I programmi originari infatti prevedevano un doppio lancio, un aggancio nello spazio ed il passaggio di cosmonauti da una navicella verso l'altra. Un nuovo spettacolare primato a favore dell'Unione Sovietica. La progettazione della capsula però si trovò in evidente ritardo e la stessa mostrava ancora notevoli carenze tecniche da superare; più lanci di prototipi e navicelle spaziali identiche prive di equipaggio le avevano chiaramente evidenziate ed un insuccesso dietro l'altro dovette essere registrato dai responsabili. Ciò nonostante fu particolarmente la pressione politica il motivo per la programmazione e fissazione della data di lancio per la primavera del 1967. Gli statunitensi avevano concluso con successo il programma Gemini ma la tragedia dell'Apollo 1 aveva temporaneamente bloccato tutta la programmazione del programma Apollo. Così i politici sovietici intravedevano la possibilità di riconquistare il primato nella corsa verso lo spazio con l'esecuzione della programmata spettacolare missione.

## Equipaggio
Come già successo per le missioni del programma Voschod, la nomina degli equipaggi divenne oggetto di forti discussioni e polemiche tra diversi responsabili; da una parte vi fu il direttore del Centro di addestramento cosmonauti Nikolaj Petrovič Kamanin, dall'altra il direttore del Centro di costruzione veicoli spaziali sovietici (OKB-1) Vasilij Pavlovič Mišin entrambi con la pretesa di decidere sulle nomine.
A partire dall'autunno del 1965, Kamanin iniziò ad addestrare otto cosmonauti per il pilotaggio della navicella spaziale Sojuz. Quattro di loro avevano già volato nello spazio: Jurij Alekseevič Gagarin, Andrijan Grigor'evič Nikolaev, Valerij Fëdorovič Bykovskij e Vladimir Michajlovič Komarov. Due cosmonauti privi di precedenti esperienze nello spazio (Viktor Vasil'evič Gorbatko e Evgenij Vasil'evič Chrunov) erano dal 1960 nel gruppo dei cosmonauti, mentre due ulteriori cosmonauti (Anatolij Voronov e Pëtr Kolodin) dal 1963.
Mishin tentò di far addestrare da cosmonauti gli ingegneri da lui ritenuti idonei, per successivamente pretendere che venissero nominati quali membri degli equipaggi per le missioni del programma Sojuz. Ciò si riferiva particolarmente a Sergej Nikolaevič Anochin, Aleksej Stanislavovič Eliseev e Valerij Nikolaevič Kubasov, assunti a maggio del 1966 insieme ad ulteriori cinque ingegneri nel gruppo dei cosmonauti sovietici.
Un ulteriore candidato per la nomina di comandante della Sojuz fu Georgij Timofeevič Beregovoj che, nel 1964, fu inserito nel gruppo dei cosmonauti grazie all'intervento del Generale di corpo d'armata Rudenko. Beregovoj era uno straordinario pilota di collaudo, ma di statura e di peso notevolmente superiore in confronto agli altri cosmonauti. Inoltre era di età superiore all'originario limite massimo.
Le nomine degli equipaggi variarono in continuazione. Pure il fatto che per un'eventuale nomina di Anochin non esisteva un'apposita tuta spaziale non fu di particolare rilievo durante questa fase. In fondo venivano lasciate aperte tutte le possibili composizioni degli equipaggi, indipendentemente dalle singole necessità per gli eventuali cosmonauti.
Ad agosto del 1966 venne deciso che la Sojuz 1 e la Sojuz 2 sarebbero state comandate da Komarov e da Bykovskij, con Gagarin e Nikolaev quali comandanti di riserva. Gli ulteriori due membri d'equipaggio dovevano essere scelti dal gruppo composto da Anochin, Eliseev, Chrunov e Gorbatko.
Tale decisione comunque non fu definitiva, tanto che l'incarico della nomina degli equipaggi divenne addirittura una questione da decidersi internamente al Comitato Centrale del Partito. Così, a partire da novembre del 1966, i preparativi della missione vennero effettuati considerando la seguente composizione degli equipaggi: Sojuz 1 doveva essere equipaggiata esclusivamente da Komarov, con Gagarin nel ruolo di riserva. Per Sojuz 2 venne previsto Bykovskij con riserva Nikolaev. Pertanto per Beregovoj non venne prevista una missione nello spazio prima del volo della Sojuz 3. I due cosmonauti incaricati di effettuare il passaggio dalla Sojuz 2 verso la Sojuz 1 furono Chrunov e Eliseev con Gorbatko e Kubasov nel ruolo di riserve. Pertanto tre posti furono riservati per cosmonauti relativamente esperti, mentre il quarto era previsto per un ingegnere. Chrunov era già in precedenza stato riserva di Aleksej Archipovič Leonov, il cosmonauta che svolse la prima attività extraveicolare sovietica che contemporaneamente fu anche la prima della storia dell'esplorazione umana dello spazio.

## La tragedia della Sojuz 1
Il lancio della Sojuz 1 equipaggiata da Vladimir Michajlovič Komarov venne eseguito il 23 aprile 1967. Il lancio della Sojuz 2 era previsto per il giorno successivo. Entrambe le navicelle spaziali erano programmate a rimanere nello spazio per quattro giorni interi.
Raggiunta la traiettoria d'orbita della Sojuz 1, iniziarono notevoli problemi. In particolare uno dei due pannelli solari non si era aperto come previsto e pertanto non poteva essere garantita l'alimentazione d'energia per la capsula. Quest'ultima non si fece stabilizzare e posizionare nell'assettaggio corretto. Così si pensò di modificare i piani originari di volo incaricando l'equipaggio della Sojuz 2 di estrarre manualmente il pannello solare incastrato. Il lancio programmato non poté essere eseguito a causa delle pessime situazioni meteo.
Allora venne deciso di interrompere la missione della Sojuz 1 e Komarov tentò di atterrare. Il tentativo sembrò riuscire fino a quando i paracadute della capsula non si aprirono correttamente. La capsula si schiantò al suolo violentemente e per Komarov non vi furono speranze.
Durante le successive indagini sulla causa dell'incidente venne accertato che lo stesso errore nell'assemblaggio dei paracadute della Sojuz 1 era avvenuto anche per la Sojuz 2; se la missione fosse effettivamente stata lanciata, anche i cosmonauti Bykovskij, Eliseev e Chrunov avrebbero perso la vita.

## Effetti
La tragedia della Sojuz 1 con la morte di Komarov bloccò il programma sovietico di esplorazione umana dello spazio per 18 mesi. Solo ad ottobre del 1968 venne eseguita la successiva missione equipaggiata Sojuz 3 per la quale venne nominato il cosmonauta Beregovoj.
Mentre Chrunov e Eliseev continuavano a prepararsi per l'uscita dalla navicella spaziale nell'orbita terrestre, attività che effettivamente fu compiuta a gennaio del 1969, il cosmonauta Bykovskij iniziò ad allenarsi per una missione equipaggiata verso la Luna che però non fu mai realizzata.